# Gertruda Sekaninová-Čakrtová
Gertruda Sekaninová-Čakrtová, născută Stiassny (n. 21 mai 1908, Budapesta, Austro-Ungaria – d. 29 decembrie 1986, Jihlava, Republica Socialistă Cehă, Cehoslovacia), a fost un avocat ceh și cehoslovac, politician și diplomat de origine evreiască, mai târziu un disident și semnatar al Cartei 77. Ea este cel mai renumită pentru că a fost unul dintre cei patru deputați ai Adunării Naționale ai Republicii Socialiste Cehoslovace care a votat împotriva acordului privind șederea temporară a trupelor sovietice în Cehoslovacia în toamna lui 1968, ca urmare a Invaziei Cehoslovaciei de țările membre ale Pactului de la Varșovia după Primăvara de la Praga. 

## Primii ani
Gertruda s-a născut în 1908 la Budapesta (atunci în Imperiul Austro-Ungar), ca Gertruda Stiassny, într-o familie bogată de evrei. A fost cea mai mare dintre cei patru copii ai familiei. Părinții ei, Richard și Alžběta Stiassny, s-au mutat în Ungaria din Boemia pentru a gestiona afacerea familiei de fabricare de textile. Tatăl ei a murit când ea a împlinit vârsta de 12 ani. Unul dintre frații săi a fost Josef „Pepek” Stiassny (Joseph „Joe” Stiassny) (n. 1916 - d. 1944), care mai târziu a devenit cunoscut ca apărător și tutore al băieților din Ghetoul din Theresienstadt, unde a contribuit la revista Vedem. În 1910, familia sa s-a mutat înapoi la Havlíčkův Brod (atunci în Austria ca Deutschbrod), unde Gertrude a studiat (și a absolvit) gimnaziul în perioada 1922-1927. Ea și-a continuat studiile la Facultatea de Drept a Universității Caroline din Praga. În timpul studiilor a început să colaboreze cu studenții cu opinii de stânga și a lucrat în diverse organizații de stânga (Societatea pentru Colaborarea Economică și Socială cu URSS, Kostufra, Sindicatul Femeilor Muncii etc. ). În 1932, s-a alăturat Partidului Comunist din Cehoslovacia. În același an a absolvit și a început să lucreze în calitate de grefier în cabinetul de avocatură al dr. Ivan Sekanina, cu care s-a căsătorit în 1935. În 1938, ea a trecut examenul de barou și a început să practice avocatura. Ca avocat, a participat la procesele internaționale cu reprezentanți ai stângii. 
Ivan Sekanina a fost cunoscut, printre altele, ca avocat al lui Ernst Torgler și al lui Gheorghi Dimitrov, acuzat de Incendierea Reichstagului german, lucru pentru care a intrat în vizorul naziștilor. La 16 martie 1939, o zi după ce germanii au început ocupația Cehoslovaciei, Ivan Sekanina a fost arestat. A fost executat în lagărul de concentrare Sachsenhausen la 21 mai 1940, în ziua celei de-a 32-a aniversări a soției sale.

## Al doilea război mondial
După arestarea soțului ei, ea a continuat să practice avocatura. A fost forțată să renunțe în 1940, datorită aplicării mai stricte a legilor de la Nuremberg în Protectoratul Boemiei și Moraviei. Apoi a lucrat ca asistentă medicală în adăposturile copiilor. În octombrie 1942, a fost dusă în ghetoul din Theresienstadt. A lucrat ca o guvernatoare a fetelor adolescente Geltungsjude.
În 1944 a fost deportată în lagărul de concentrare Auschwitz, unde a fost aleasă pentru muncă forțată în Kurzbach (o ramură a lagărului de concentrare Gross-Rosen). La 21 ianuarie 1945, tabăra a fost evacuată din cauza apropierii Armatei Roșii. Ea a părăsit tabăra într-un marș al morții îndreptându-se spre lagărul de concentrare de la Bergen-Belsen. A reușit să scape, alături de mai mulți alți prizonieri. Ea a fost eliberată de Armata Statelor Unite ale Americii în Regis-Breitingen după ce s-a ascuns câteva luni în Saxonia. Mare parte a familiei și rudelor sale au pierit în timpul Holocaustului.

## Activități în Cehoslovacia postbelică
După război, a lucrat la Ministerul Afacerilor Externe și ca delegat permanent al Cehoslovaciei la Organizația Națiunilor Unite. Al VIII-lea Congres al Partidului Comunist Cehoslovac a ales-o ca membru al Comitetului Central al Partidului Comunist din Cehoslovacia (în cehă Ústřední výbor Komunistické strany Československa, ÚV KSČ). A lucrat în Comitetul Central până în 1949. După revenirea din SUA în 1949, a devenit prim-adjunct al ministrului Afacerilor Externe, Vladimír Clementis. S-a căsătorit a doua oară în 1948, de data aceasta cu Kazimír Čakrt, care a lucrat la Ministerul Finanțelor. Au avut un fiu, Michal Čakrt (născut în 1948).
Sekaninová-Čakrtová a scăpat de curățenia făcută în rândul partidului, deși, potrivit istoricilor, ea a fost pusă în lista secretă a inamicilor de clasă, listă realizată de către consilierii sovietici (Sekaninová-Čakrtová era de origine evreiască, dintr-o familie bogată, burgheză, bine educată și avea legături strânse cu persoanele persecutate în procesele politice). Este posibil ca prietenia sa cu mai mulți oficiali ai regimului pe care îi cunoștea din de perioada dinainte de război să o fi ajutat. În 2013, a devenit cunoscut faptul că în acea perioadă a trebuit să renunțe la o proprietate moștenită de la părinții săi, sub amenințarea persecuțiilor. În 1957, ea și soțul ei au fost cercetați pentru un presupus spionaj și o fraudă financiară comisă de un văr al soțului ei, Jan Čakrt. Aceste acuzații fabricate au dus la sinuciderea soțului ei. Potrivit unei alte versiuni, Kazimír Čakrt a fost arestat la cererea ministrului finanțelor, Július Ďuriš, care a crezut că Jan Čakrt a ajutat delegația austriacă în timpul negocierilor privind soluționarea financiară și juridică dintre Cehoslovacia și Austria după război. După sinuciderea soțului ei, Sekaninová-Čakrtová a fost demisă și mai târziu a lucrat la Ministerul Educației ca șef al departamentului legislativ și administrativ nou constituit. 

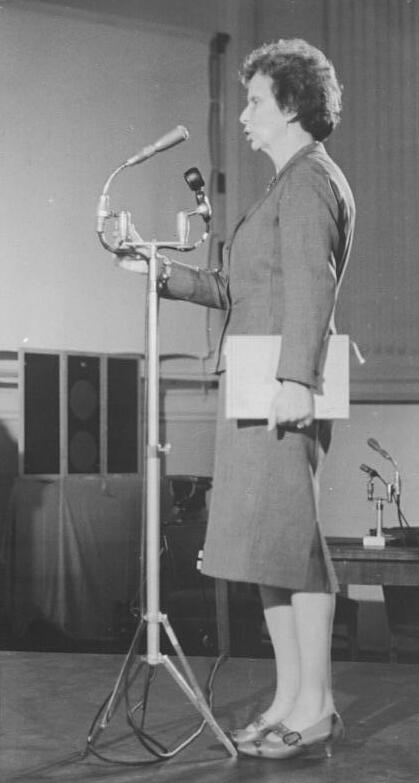
Sekaninová-Čakrtová a depus mărturie în procesul din 1963 împreună cu un co-autor al legilor de la Nuremberg, avocatul german Hans Globke.

Ca fostă deținută a lagărului de concentrare, ea a depus mărturie în procesul din 1963 împreună cu un co-autor al legilor din Nuremberg, avocatul german Hans Globke (vedeți imaginea alăturată).
În alegerile din 1964, ea a revenit în politică ca membru al Adunării Naționale Federale. Ea a sprijinit proiectul de lege care excludea statutul limitărilor pentru crime de război comise în timpul celui de-al doilea război mondial. În timpul primăverii de la Praga, ea a sprijinit abolirea cenzurii. 
Din 1968 până în 1969, a fost vicepreședinte al Uniunii Cehoslovace a Femeilor. În aprilie 1968, ea a primit premiul Ordinul Republicii.

## După 1968
În 1968, Sekaninová-Čakrtová a început treptat să fie deziluzionată de ideologia și de politica comunistă. După invazia sovietică din Cehoslovacia în august 1968, ea a fost unul dintre cei patru membri ai Adunării Naționale care au votat împotriva acordului privind șederea temporară a trupelor sovietice în Cehoslovacia și a sugerat retragerea completă de pe teritoriul cehoslovac (ceilalți trei deputați au fost František Kriegel, František Vodsloň și Božena Fuková).  Din cauza acestor atitudini, a fost, alături de alți membri rebeli ai Adunării Naționale, lipsită de mandatul său și expulzată din rândurile Partidului Comunist.
Ea și-a petrecut restul vieții lucrând în disidență. A semnat Carta 77, a fost implicată în Comitetul pentru apărarea persecutaților pe nedrept și a susținut muzicienii persecutați din formația The Plastic People of the Universe. Pentru atitudinea sa, a fost hărțuită de Securitatea de Stat (Státní bezpečnost, StB). Ea a fost caracterizată de Securitatea de Stat ca fiind „... o persoană cu o ostilitate îndreptată împotriva Uniunii Sovietice... nu acceptă conducerea Comitetului Central al Partidului Comunist și, prin comportamentul ei, încearcă să submineze rezultatele pozitive ale politicii interne și externe a Cehoslovaciei”.
Sekaninová-Čakrtová și-a petrecut ultimii ani din viață în Polná lângă Jihlava. A murit în 1986 la Jihlava, din cauza unor răni. Cu puțin înainte de moartea sa, StB a remarcat: „Atitudinea sa față de adevăratul socialism rămâne ostilă...”